# 1620 în literatură
- 1619 în literatură — 1620 în literatură — 1621 în literatură

Anul 1620 în literatură a implicat o serie de evenimente semnificative. 

## Cărți noi
- Francis Bacon - Novum Organum

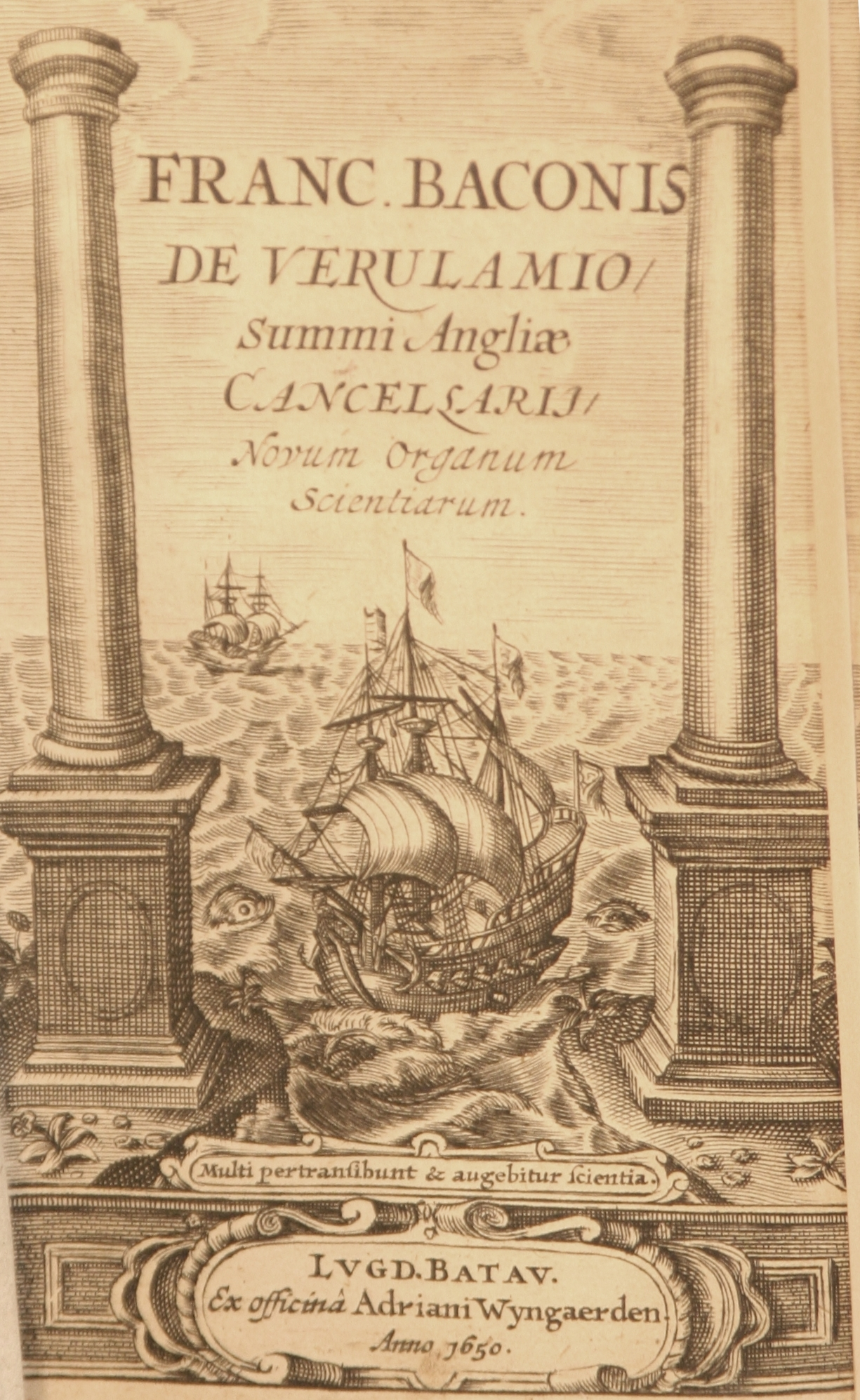
Novum Organum - 1650

- John Bainbridge traduce De Planetarum Hypothesibus de Ptolemeu
- Salomon de Caus - Hortus Palatinus
- Thomas Rowlands - The Night Raven

## Nașteri
- 10 noiembrie : Ninon de Lenclos, autoare franceză

## Decese
Format:1620